# Cortiçol-de-namaqua
O cortiçol-de-namaqua (Pterocles namaqua) é uma espécie de ave da família Pteroclididae.
Pode ser encontrada nos seguintes países: Angola, Botswana, Lesoto, Namíbia, África do Sul e Zimbabwe.